# Obrazová kompozice

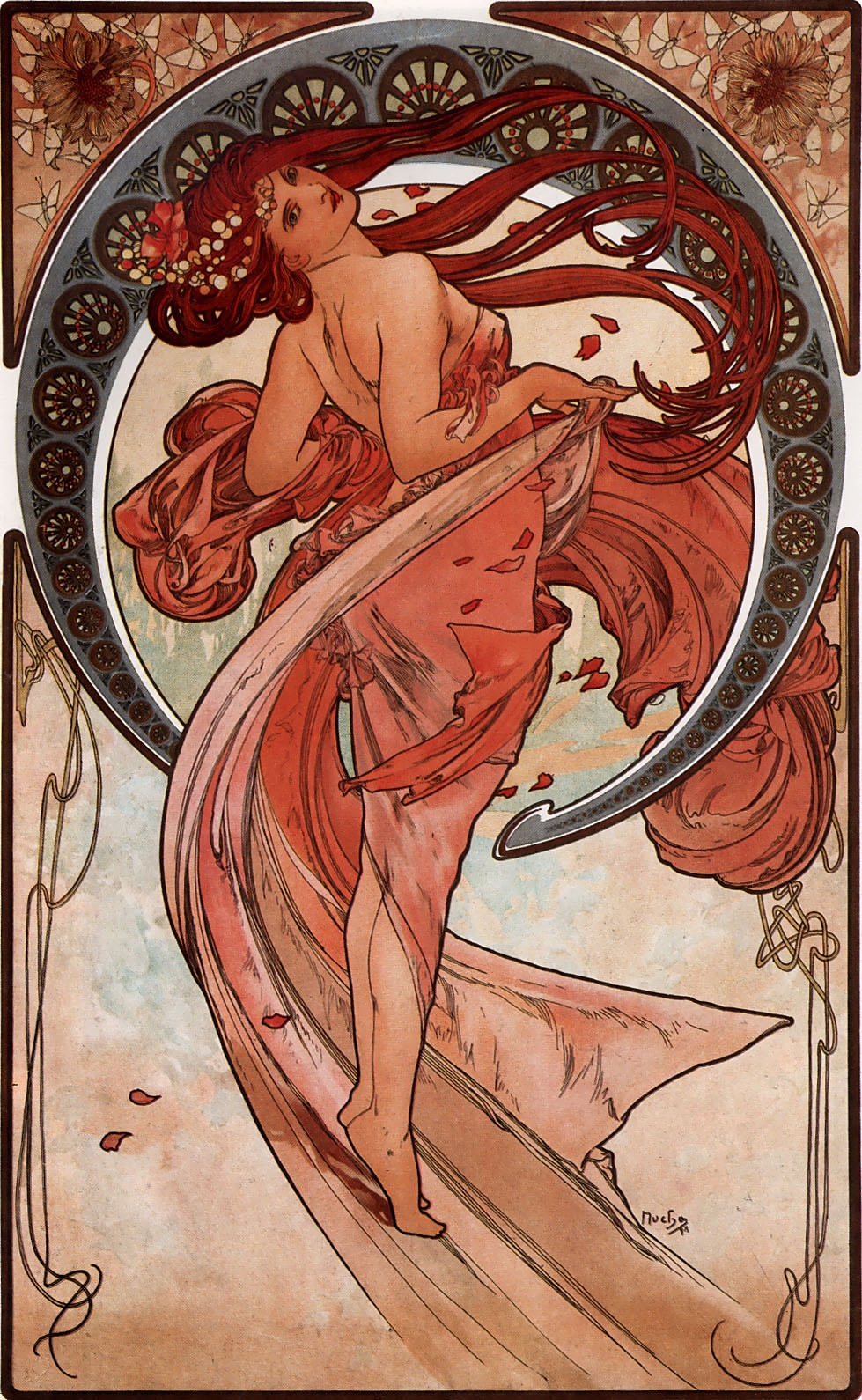
Alfons Mucha – Tanec

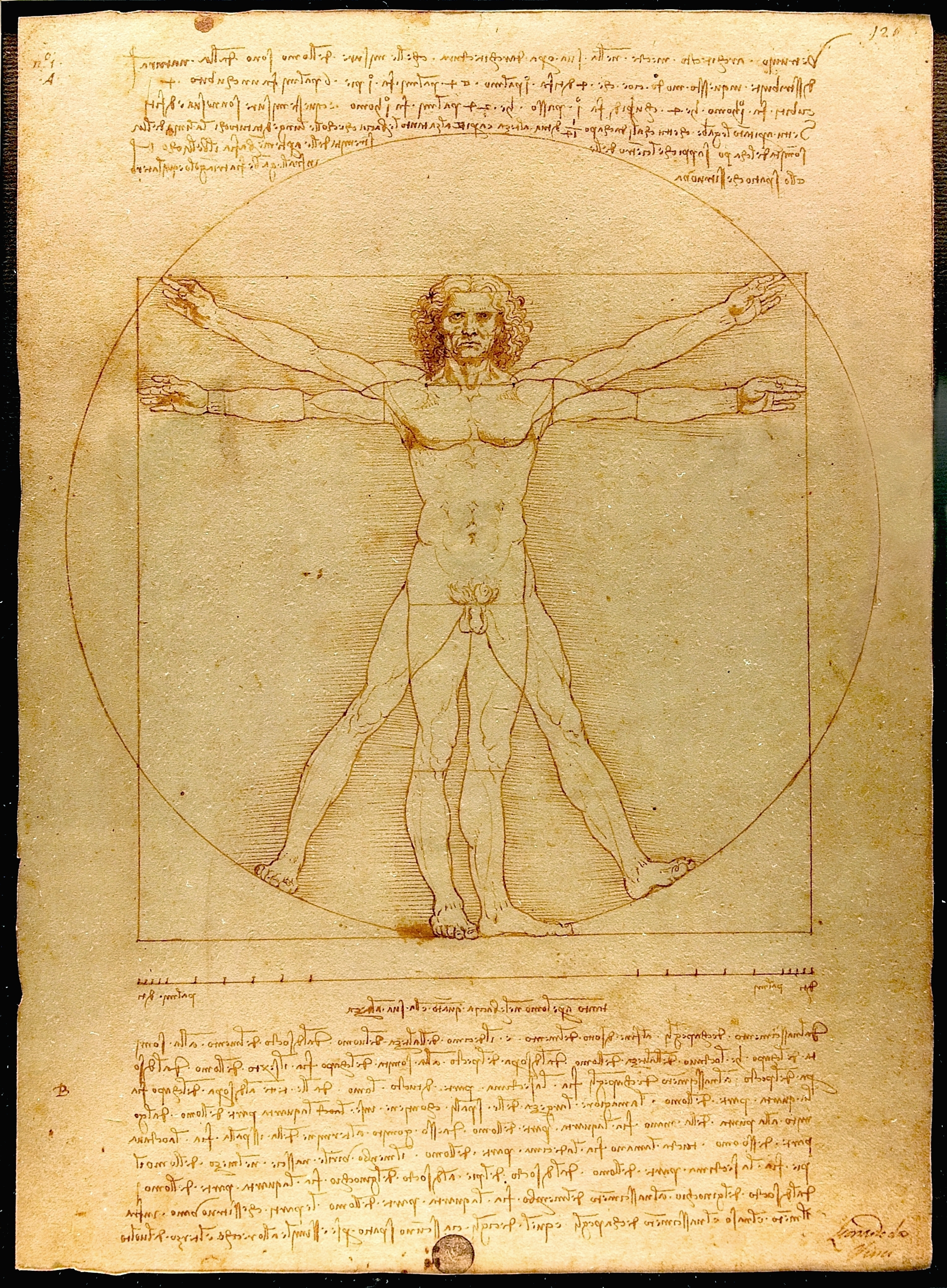
Vitruviánský muž (asi 1485) Galerie Accademia, Benátky

Kompozice nebo pravidla kompozice je souhrn pravidel a doporučení pro uspořádání prvků v uměleckém díle: v malbě, grafickém designu, fotografii, kinematografii a sochařství. Pravidla obsahují různá doporučení, jako například soustředit hlavní motiv na geometrický střed, nebo do některé z třetin nebo na zlatý řez. Dalším důležitým faktorem je vyvarování se zmatečných nebo rušivých prvků.

## Kompoziční prvky

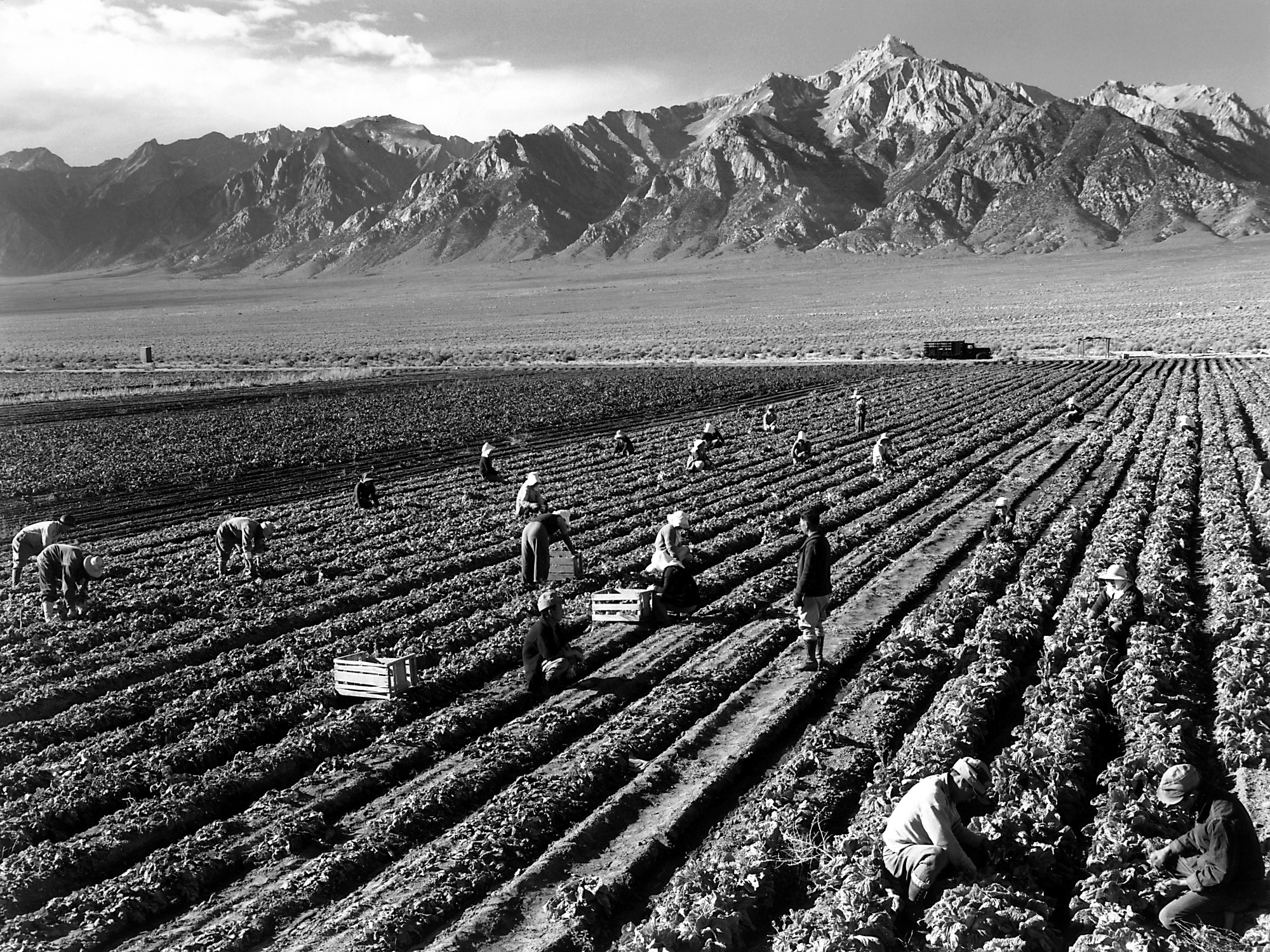
Diagonální linie zdůrazňují prostor. Ansel Adams, Farmáři a Mt. Williamson

Různé vizuální prvky, známé jako kompoziční prvky, formální prvky, nebo umělecké prvky, jsou nástroje, se kterými umělec komponuje obraz. Tyto prvky se v celkové konstrukci obrazu obvykle vztahují navzájem samy k sobě i k celému dílu. Pro kompozici jsou důležité skladebné principy, což jsou postupy, které se uplatňují i v jiných sdělovacích systémech a oborech. Jsou to principy: role, kontrastu, symetrie a proporce.
Kompoziční metody:
- Skladebné principy – jsou postupy, které mají obecnou platnost

1. Princip role – základní princip skladby obrazu
2. Princip rytmu – opakování stejných nebo podobných prvků, tvarů, tónů a barev
3. Princip symetrie – pravidelné rozmístění prvků kolem středu nebo některé osy
4. Princip kontrastu – vzájemné postavení dvou nebo více dostatečně rozdílných kvantit téže kvality
5. Princip proporce – pro posouzení velikosti ostatních objektů

- Lineární kompozice – Linie a křivky zobrazují vizuální cestu, která oku umožňuje pohybovat se v obrazu

1. Směr – vizuální trasy, které mají vertikální, horizontální nebo diagonální směr

- Tonální kompozice – světla a stíny ovlivňují jas a kontrast

1. Tvary a objekty – tonální kompozice, geometrické vymezení oblastí hran
2. Textura – vlastnosti povrchu
3. Velikost – relativní rozměry, proporce a vzájemné poměry obrazů a tvarů

- Barevná kompozice – barva vyjadřuje tóny s různou intenzitou
- Perspektiva – vyjádření hloubky: popředí, střední plán a pozadí
- Prostor – prostor, který dílo zaujímá

## Skladebné principy
Jsou postupy, které se uplatňují i v jiných sdělovacích systémech a oborech a mají obecnou platnost. Jsou to principy role, rytmu, kontrastu, symetrie a proporce.

### Princip role
Je základním principem skladby obrazu. Každý prvek plní v obraze určitou úlohu, má jistý význam a hraje určitou roli. Podle role, jakou mají prvky v obraze dělíme na prvky hlavní, vedlejší, rušivé a zmatečné.

### Princip rytmu
Rytmus je opakování stejných nebo podobných prvků, tvarů, tónů a barev v určitých odstupech. Pokud jsou odstupy stejné, je rytmus pravidelný, při nestejných nepravidelný. Pro správný dojem rytmu musí být zobrazen určitý počet prvků a jejich odstupy. Zajímavě působí narušení rytmu.

### Princip symetrie

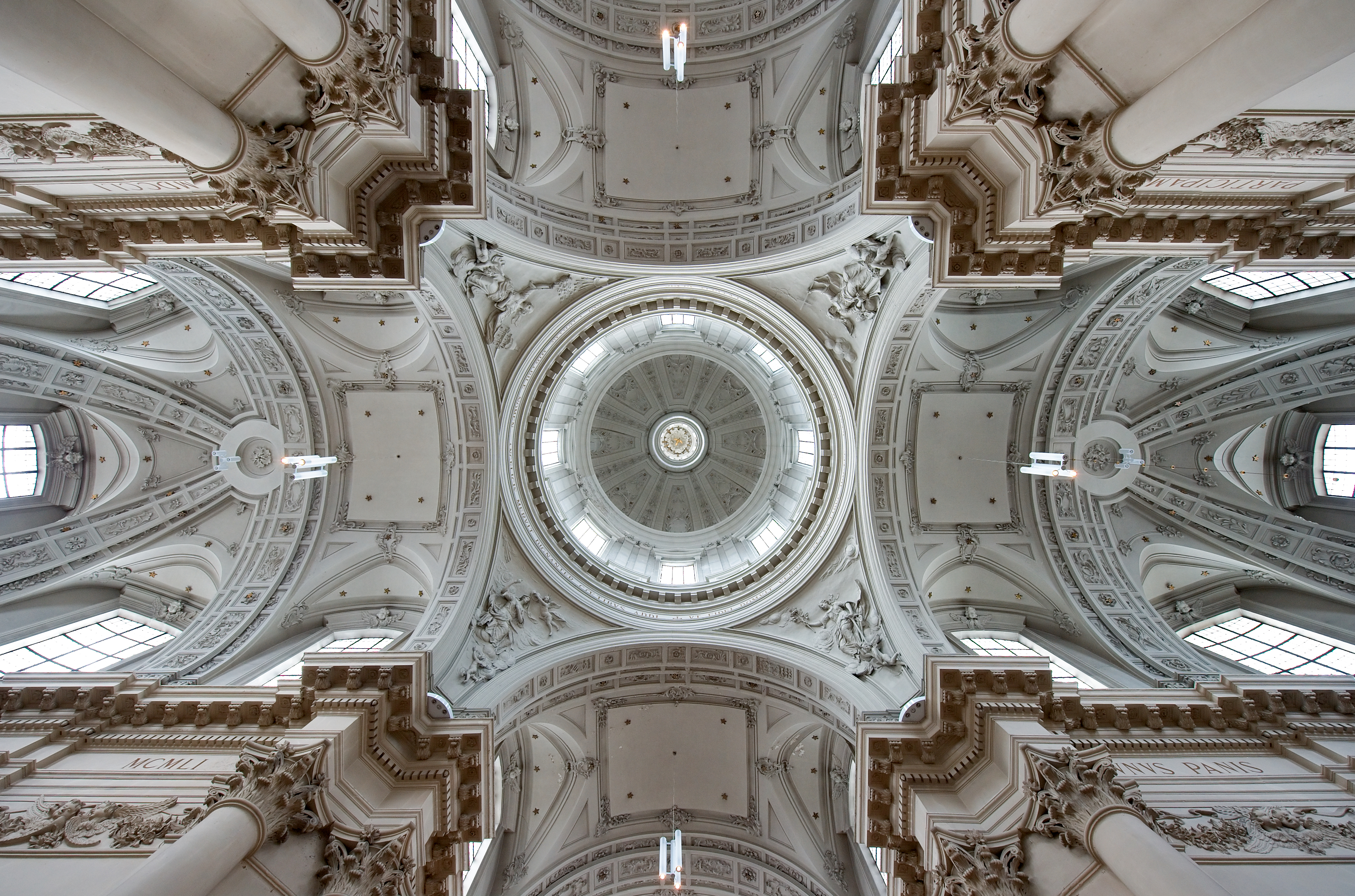
Katedrála svatého Albána v belgickém Namuru

Symetrie je pravidelné rozmístění prvků kolem středu nebo kolem některé osy (vertikální, horizontální, úhlopříčky). Prvky jsou stejné nebo velmi podobné tvarem, velikostí nebo barvou. Symetrie vyvolává vyváženost, rovnováhu, klid.

### Princip kontrastu
Kontrast je vzájemné postavení dvou nebo více dostatečně rozdílných kvantit téže kvality. Druhy kontrastu jsou velmi různé. Ve fotografii je důležitý tonální kontrast nebo kontrast barevný. Mimo barevné kontrasty uplatňujeme kontrasty věcné, obsahové, emotivní nebo významové.

### Princip proporce
Proporce je poměr mezi jednotlivými rekvizitami, který použijeme pro posouzení velikosti objektů. Použijeme obraz předmětu, který je všeobecně znám a slouží jako měřítko.

## Lineární kompozice

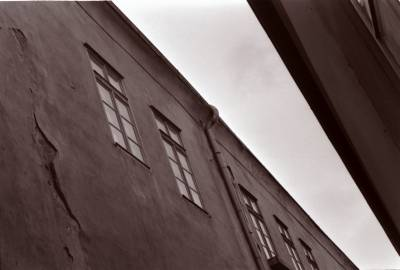
Diagonály

Linie vznikají na ostrém rozhraní dvou tonalit a to zobrazením předmětů s liniemi, rozhraním světla a stínů, eventuálně pomocí zvláštních fotografických efektů (např. Sabatierův efekt). Podle umístění, směru a charakteru mají linie různý účinek. Doslovné linie v přírodě neexistují, ale jsou optickým jevem, který tvoří povrchy objektů ve směru pohledu diváka. Tvary, které jsou podobné liniím jako například telefonní kabely, cesty, kolejnice apod., mohou být použity pro záměr umělce. Všechny tyto prvky může umělec použít ve skladbě obrazu. Linii vytvoří také uspořádání různých malých předmětů vedle sebe. Velmi důležité z hlediska uspořádání linií v obraze je místo, ze kterého je fotografie pořízena, neboť i malá změna perspektivy velmi rychle ovlivní estetický dojem na fotografii. Ve fotografii můžeme zakřivené linie doplnit stíny měkkým nebo tvrdým směrovým světlem, což vede ke zdůraznění linií. Měkké světlo obraz zharmonizuje, tvrdé světlo může linie zdůraznit příliš.

### Přímky
Rovné čáry, neboli přímky umístěné v různém směru mají různý vliv na kompozici obrazu. Linie rovnoběžné s rámem působí protiprostorově. Vodorovné linie, které se vyskytují například v krajině představují klid a potlačují dojem prostoru. Svislé linie, například v architektuře, budí dojem výšky, síly, mohutnosti a vznešenosti. Sbíhající linie navozují větší prostor, dálku a také přitahují oko diváka do místa, kde se sbíhají. Sbíháním linií je možné na fotografii vyjádřit velmi účinně prostor, protože oko a mozek na základě sbíhání rychle identifikuje hloubku obrazu. Úhlopříčné linie navozují dojem prostoru, dynamiky, akce, pohybu a změny. Vedou oko diváka z rohu do rohu. Linie zleva šikmo doprava dolů vytvářejí dojem klesání, opačné zleva dole doprava nahoru stoupání. Mnoho různě uspořádaných linií v obraze může vést ke zmatku a vnímání čar jako vzorku.

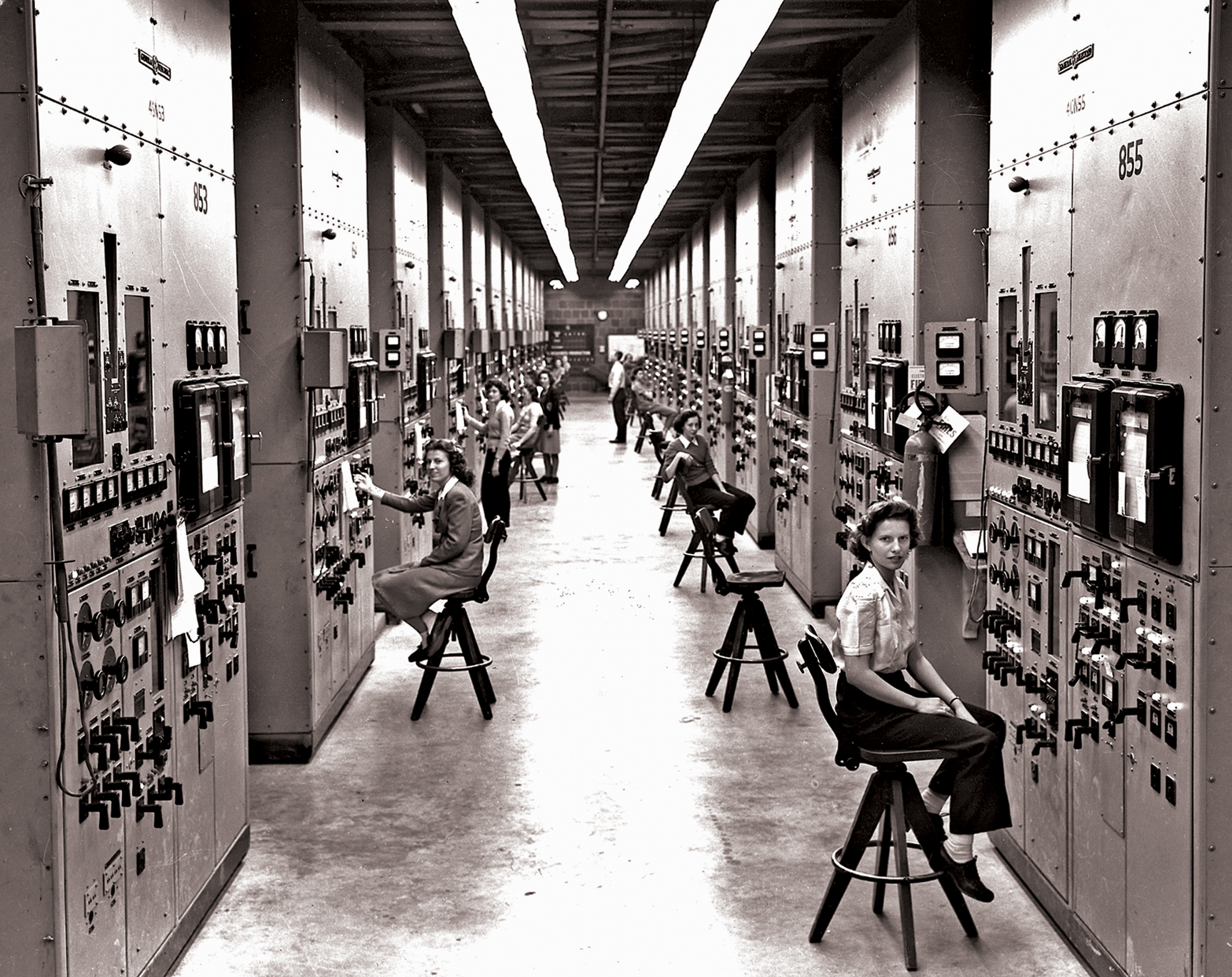
Sbíhající se linie umocňují dojem prostoru, Ed Westcott: Operátoři na hmotnostním spektrometru Calutron
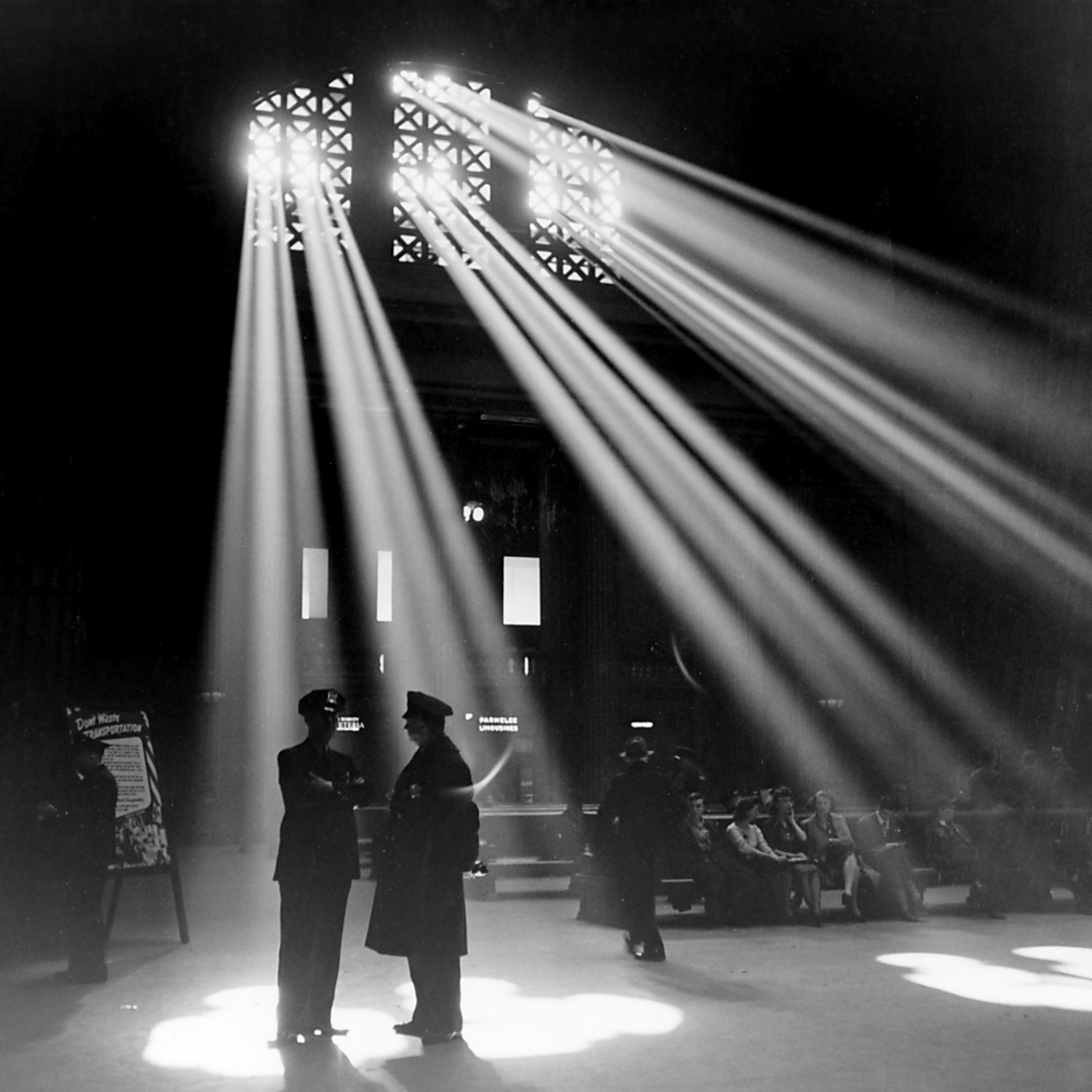
Jack Delano: V čekárně společnosti Chicago Union Station, Chicago, Illinois, 1943

### Zaoblené křivky
Zaoblené křivky se obvykle používají k vytvoření dynamiky a pocitu proudění v obraze. Jsou také zpravidla více esteticky příjemné, protože jsou spojovány s jemnějšími, ohebnými a měkkými věcmi. Ve srovnání s přímými liniemi, křivky poskytují větší dynamický vliv na obraz. Oblíbená a účinná je křivka ve tvaru "S". Spojením více "S" křivek vzniká vlnovka, působící měkce, příjemně, dojmem pohybu (vodní hladina, duny písku, obilí, okraj sukně, kytary, houslí apod.). Zakřivené linie by se neměly dotýkat okrajů snímku nebo obraz náhle opustit. V opačném případě by efekt působil rušivě.

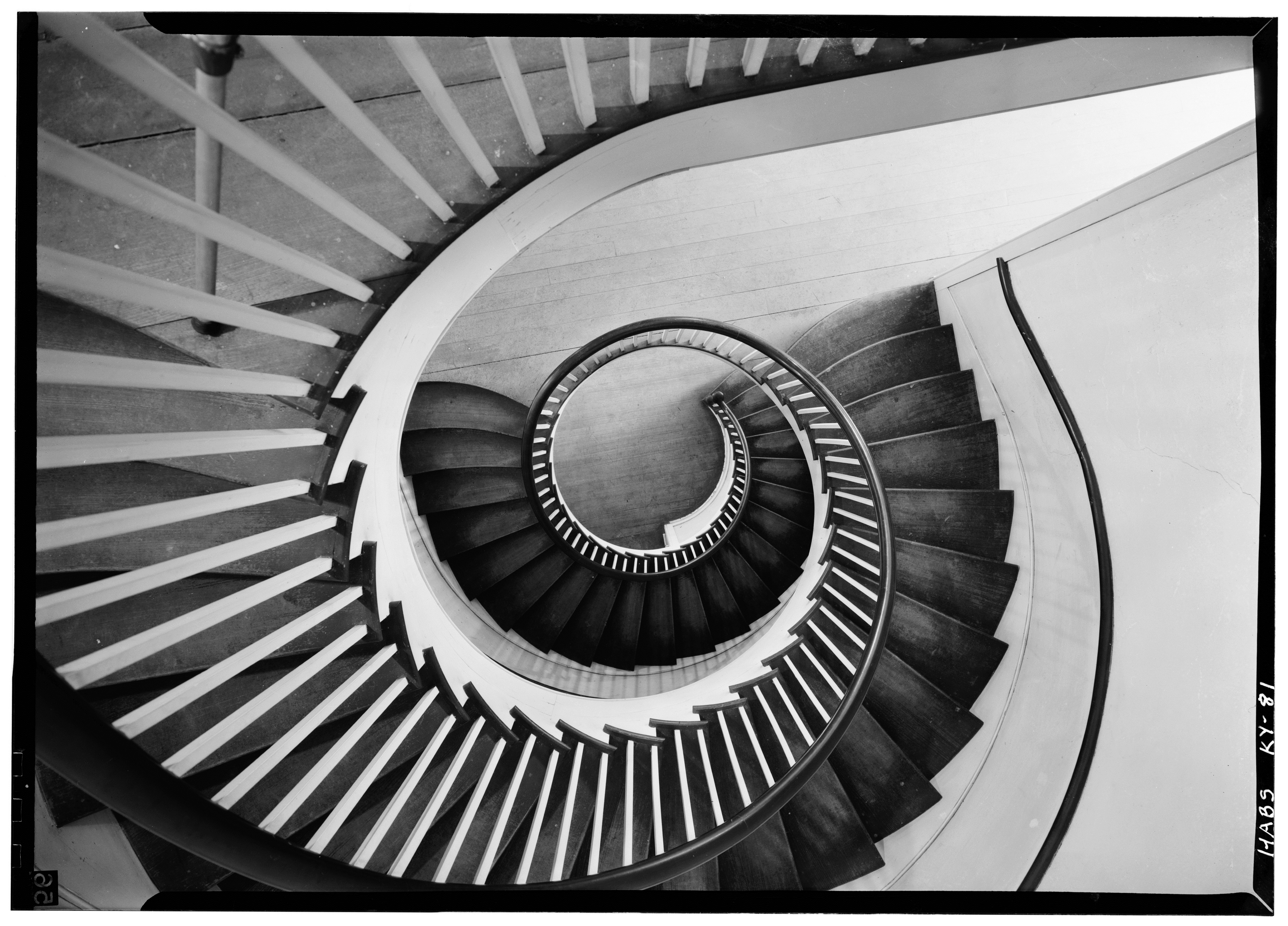
Jack E. Boucher: Schodiště společnosti Shaker Centre Family Trustees' Office, Pleasant Hill
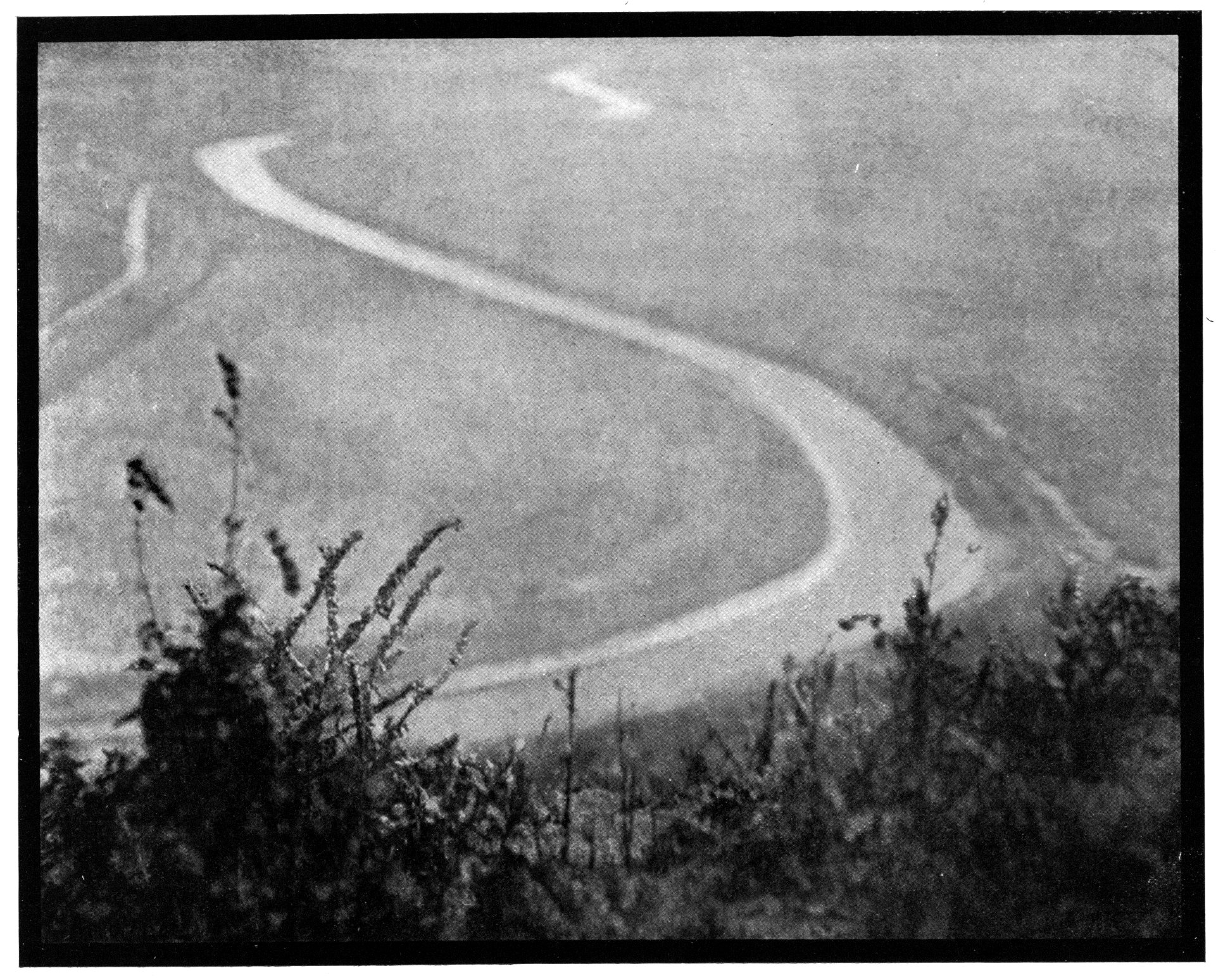
Malcolm Arbuthnot: Krajina s meandrující řekou v piktorialistickém stylu, před 1908
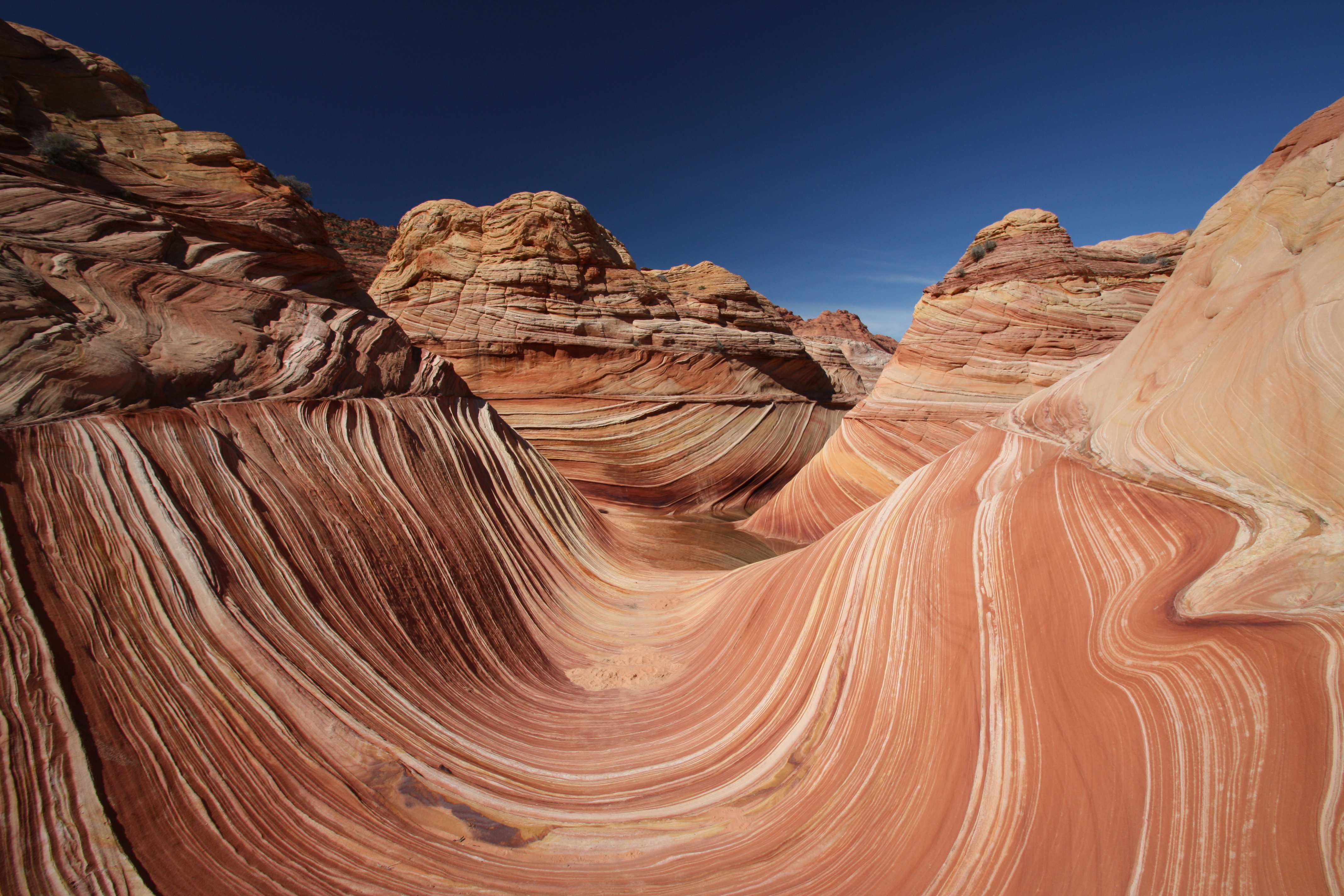
Zkamenělé písečné duny, Vermillion Cliffs Wilderness, North Coyote Buttes
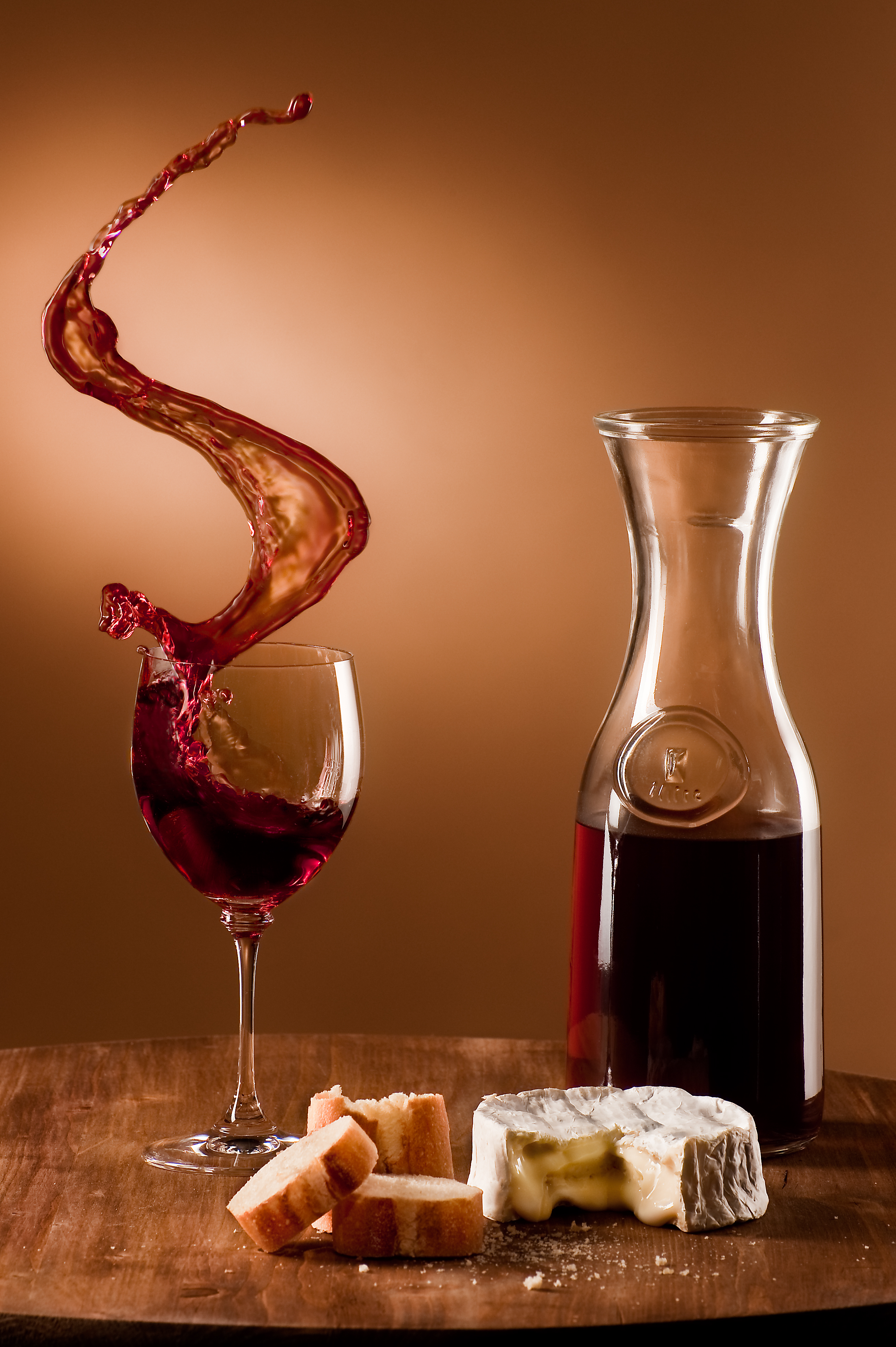
Studiová fotografie z ateliéru společnosti Studiocommunity vytvořená bez použití fotomontáže. Všechny objekty jsou připevněné na desce, která byla prudce strčena do strany, takže se víno vylilo ze sklenice. Karafa vpravo je naplněna želatinou vínové barvy.

## Tonální kompozice

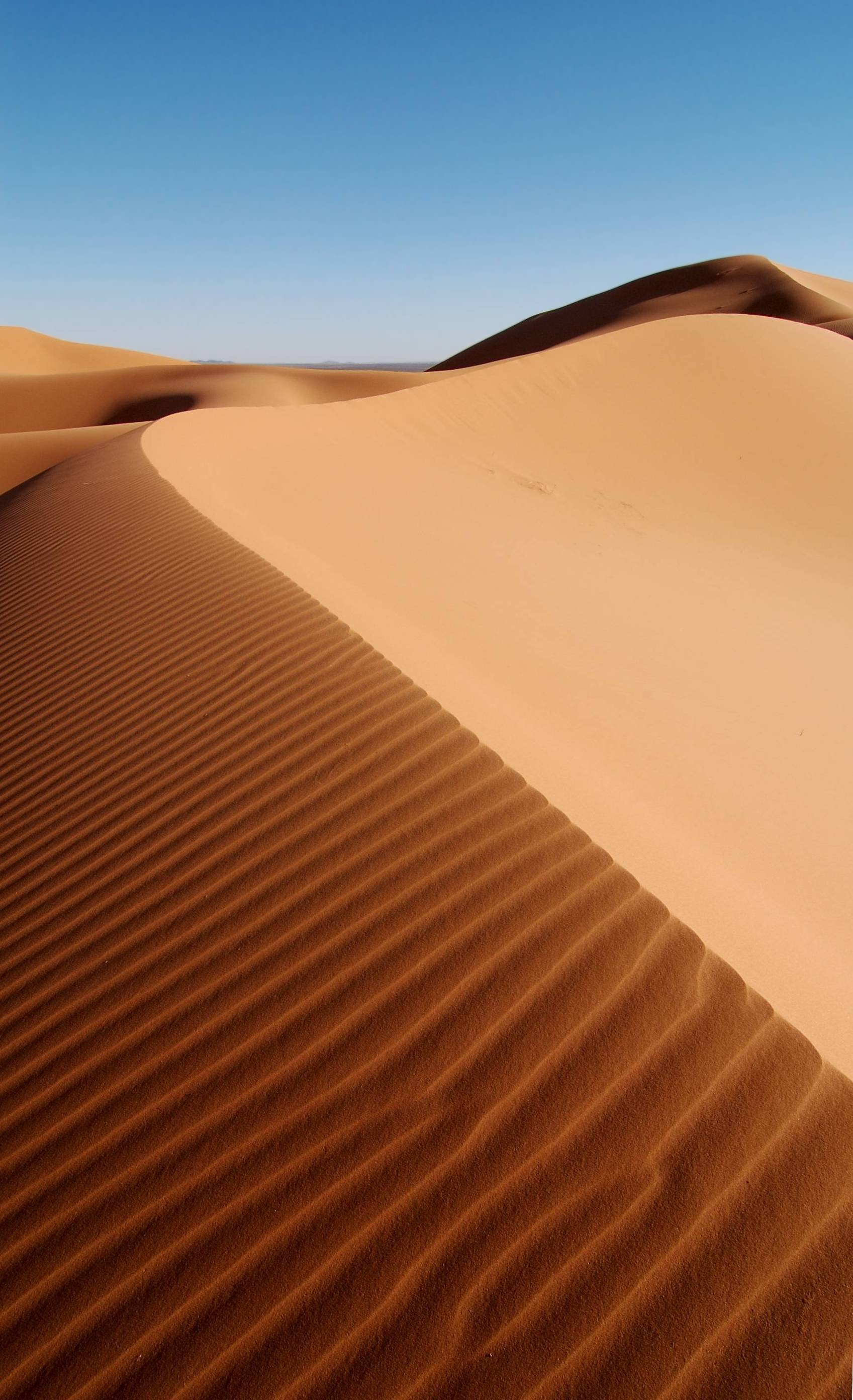
Harmonický barevný kontrast

Tóny na snímku vznikají zobrazením plochy určité barvy a odraznosti, osvětlené světlem určité intenzity a barvy. Tvar na snímku se vytvoří i bez ohraničující linie pomocí jiné barvy či tonality. Tvarem může být kámen, kopec nebo mrak na obloze. Pokud se mají samostatně výtvarně uplatnit, musí zaujímat dostatečnou plochu. Hlavní motiv má být tonálně odlišený od svého okolí. Tmavé orámování zvyšuje dojem prostoru. Tmavá spodní část stabilizuje (zatěžkává) obraz. Nejsvětlejší místa je vhodné umísťovat blíže místům hlavní pozornosti, ale ne do geometrického středu a ne blízko k okrajům snímku. Světlá plocha se zdá větší než stejně velká plocha tmavá. Tón plochy se zdá světlejší, je-li obklopena plochou tmavší a naopak se zdá tmavší, je-li obklopena plochou světlejší. Je vhodné tedy pomocí stínů rámovat světla a s pomocí světel rámovat stíny.

## Barevná kompozice
Vnímání barev je složitý fyziologický a psychologický proces, při kterém se uplatňuje:
- fyzikální barevný podnět
- vyhodnocení podnětu zrakem (psychofyzikální)
- přenos vjemů do mozku a jejich vyhodnocení (psychosenzorické)

Fyzikální barevný svět je určen intenzitou a spektrálním složením (barvou) dopadajícího světla. V lidském oku jsou dva typy receptorů. Tyčinky nerozlišují barvy, rozlišují intenzitu světla a jsou citlivější ke krátkovlnné oblasti spektra. Je jich cca 120 miliónů. Čípky jsou méně citlivé než tyčinky a je jich cca 7 miliónů a umožňují barevné vidění. Jeden druh je nejcitlivější na modré, druhý na zelené a třetí na červené světlo. Při nízké hladině osvětlení se snižuje schopnost rozeznávat barvy (tzv. Purkyňův jev).

## Kompoziční techniky

### Pravidlo zlatého řezu
Jako zlatý řez (latinsky sectio aurea) se označuje poměr o hodnotě přibližně 1:1,618. V umění a fotografii je pokládán za ideální proporci mezi různými délkami. Zlatý řez vznikne rozdělením úsečky na dvě části tak, že poměr malé části k větší je stejný jako poměr větší části k celé úsečce. Hodnota tohoto poměru je rovna iracionálnímu číslu
{\displaystyle \varphi ={\frac {1+{\sqrt {5}}}{2}}\approx 1{,}61803\ 39887\ 49894\ 84820\ldots }
Již nejméně od renesance využívají zlatý řez umělci ve svých dílech, zejména ve formě tzv. zlatého obdélníku, ve kterém se zlatý řez vyskytuje jako poměr stran. Zlatý řez působí esteticky příznivým dojmem; poměr zlatého řezu lze také pozorovat v přírodě.

### Pravidlo třetin

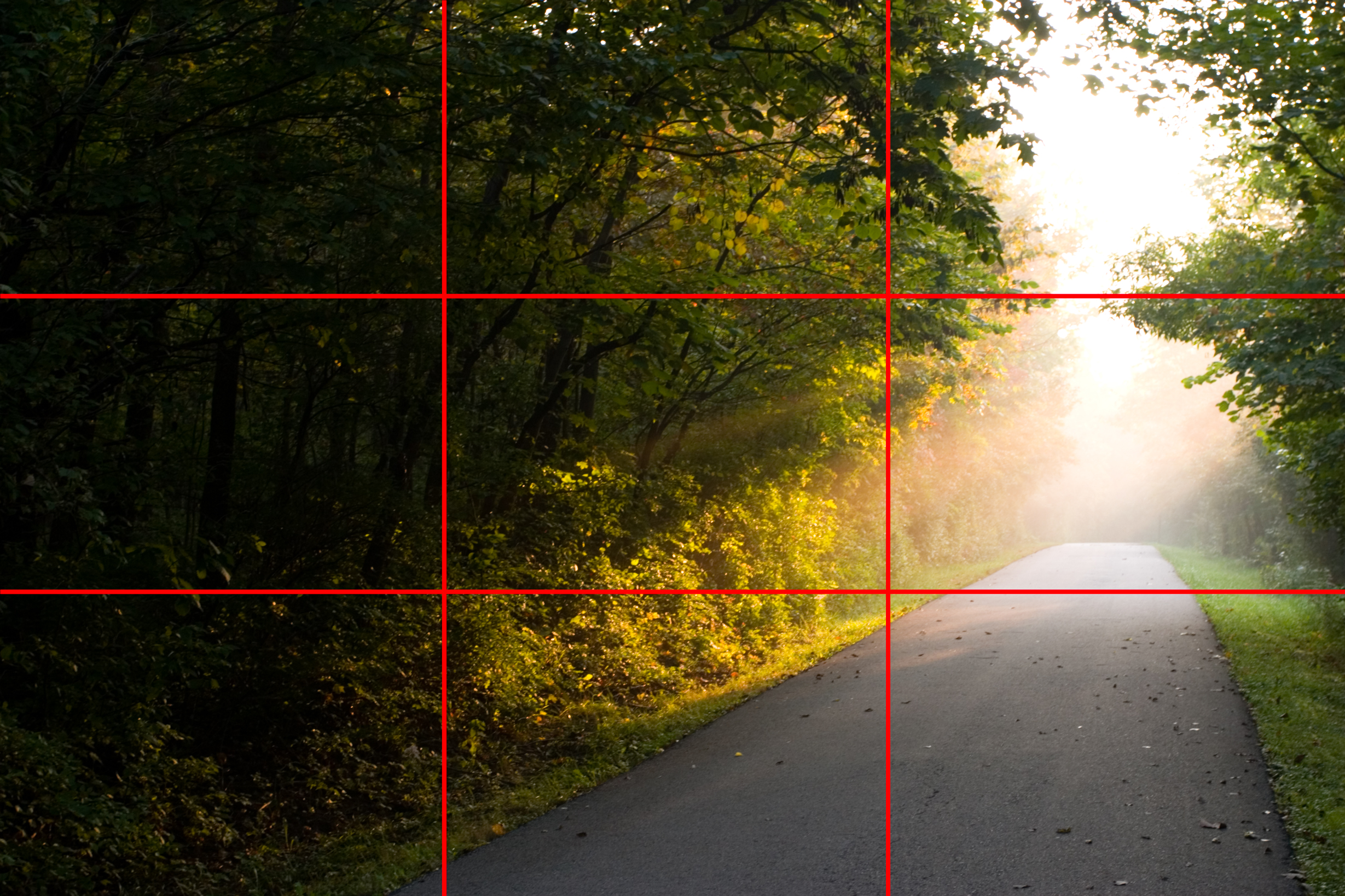
Pravidlo třetin

Pravidlo třetin je základním pravidlem ve výtvarném umění. Cílem je umístit předměty a oblasti zájmu do blízkosti jedné z linií tak, aby byl obraz rozdělen na tři stejné části. Dalším cílem je umístit objekty do průsečíků třetinových linií.

### Pravidlo lichého počtu
Pravidlo lichého počtu uvádí, že zobrazením lichého počtu rekvizit dostaneme vždy jednu rekvizitu doprostřed, a ta je "zarámovaná" od okolních objektů. Toto pravidlo se velmi často používá na uměleckých dílech a v reklamě.

### Pohybová neostrost

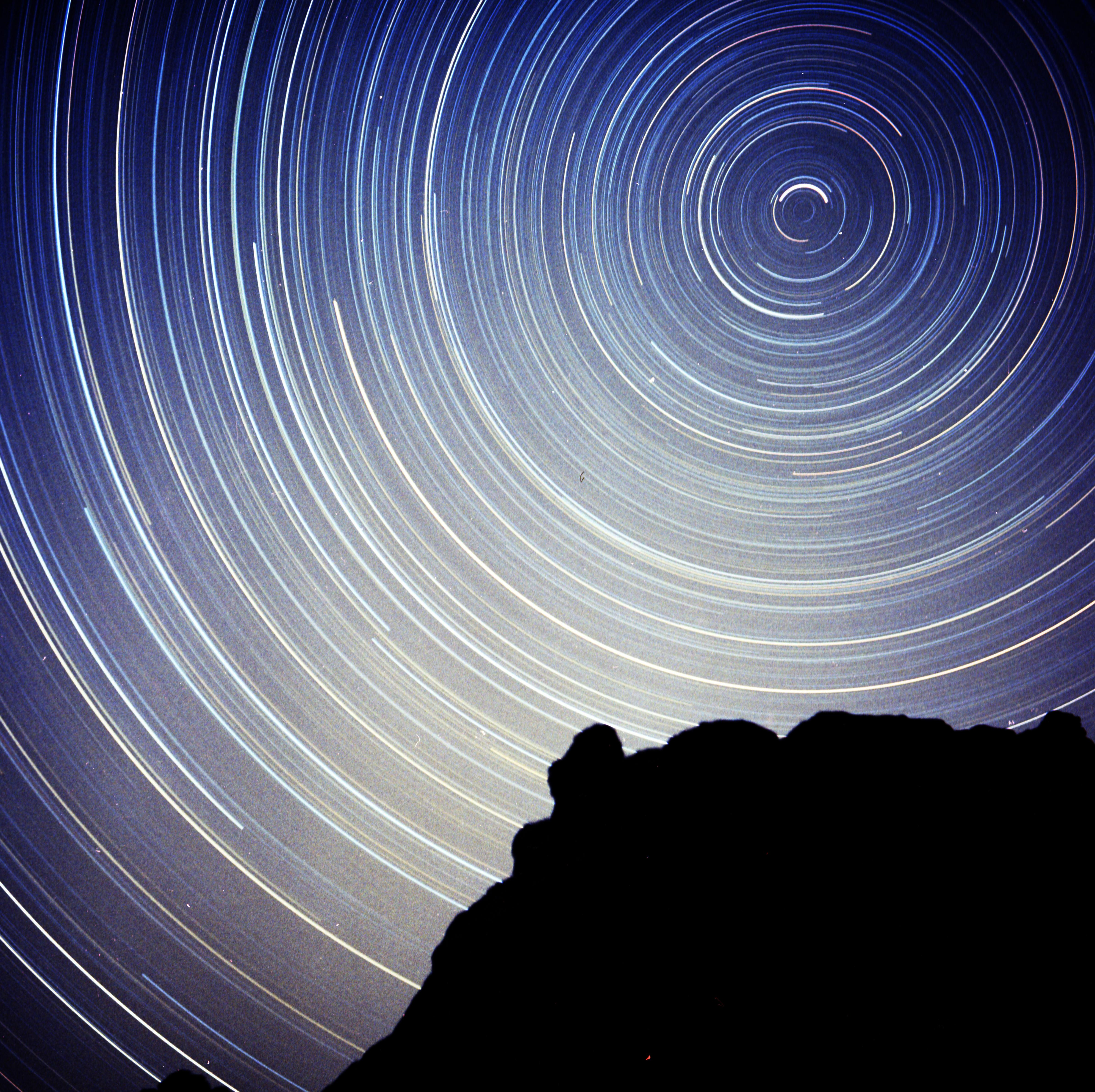
Astrofotografie Polárky s cirkumpolárními hvězdami pořízená velmi dlouhým časem několika hodin. Hvězdy poblíž nebeského pólu zanechávají kratší stopu.

Pohybová neostrost (roztřesení, rozmazání) je zachycení pohybujících se objektů ve fotografii, nebo na sekvenci snímků, například ve filmu nebo animaci. Neostrý záběr vznikne tak, že během záznamu jednoho snímku nebo nahrávání obrazu dojde k pohybovým změnám, buď v důsledku rychlého pohybu předmětu nebo fotoaparátu během dostatečně dlouhé expozice. Může se jednat o nežádaný defekt, nebo o autorův záměr.
Termíny „pohybová neostrost“ a „roztřesení“ se významově liší. „Pohybová neostrost“ se používá v případě pohybu objektů v záběru, zatímco výraz „roztřesení“ označuje chvění fotoaparátu během snímání. Kromě pohybové neostrosti existuje neostrost optická. Ta vzniká mechanickým rozostřením objektivu fotoaparátu, nebo použitím minimálního clonového čísla a malé hloubky ostrosti. Neostrosti se dosáhne také použitím speciálních změkčujících objektivů, předsádek, nebo poloprůhledných předmětů (fólie, plast, vazelína, sádlo) před objektivem. Zvláštním pohybovým efektem je změna ohniskové vzdálenosti („zoomování“) během expozice.

### Hloubka ostrosti
Změnou velikosti clonového otvoru a ohniskové vzdálenosti lze docílit zploštění scény, či naopak zvýraznění zaostřených předmětů vůči neostrému pozadí. Dlouhé ohnisko zahušťuje perspektivu, objekt zabíráme v úzkém úhlu a vzdálené předměty se zdají být blíže než ve skutečnosti jsou. Krátké ohnisko opticky zvětšuje blízké předměty a snímek má větší hloubku ostrosti.

### Plány

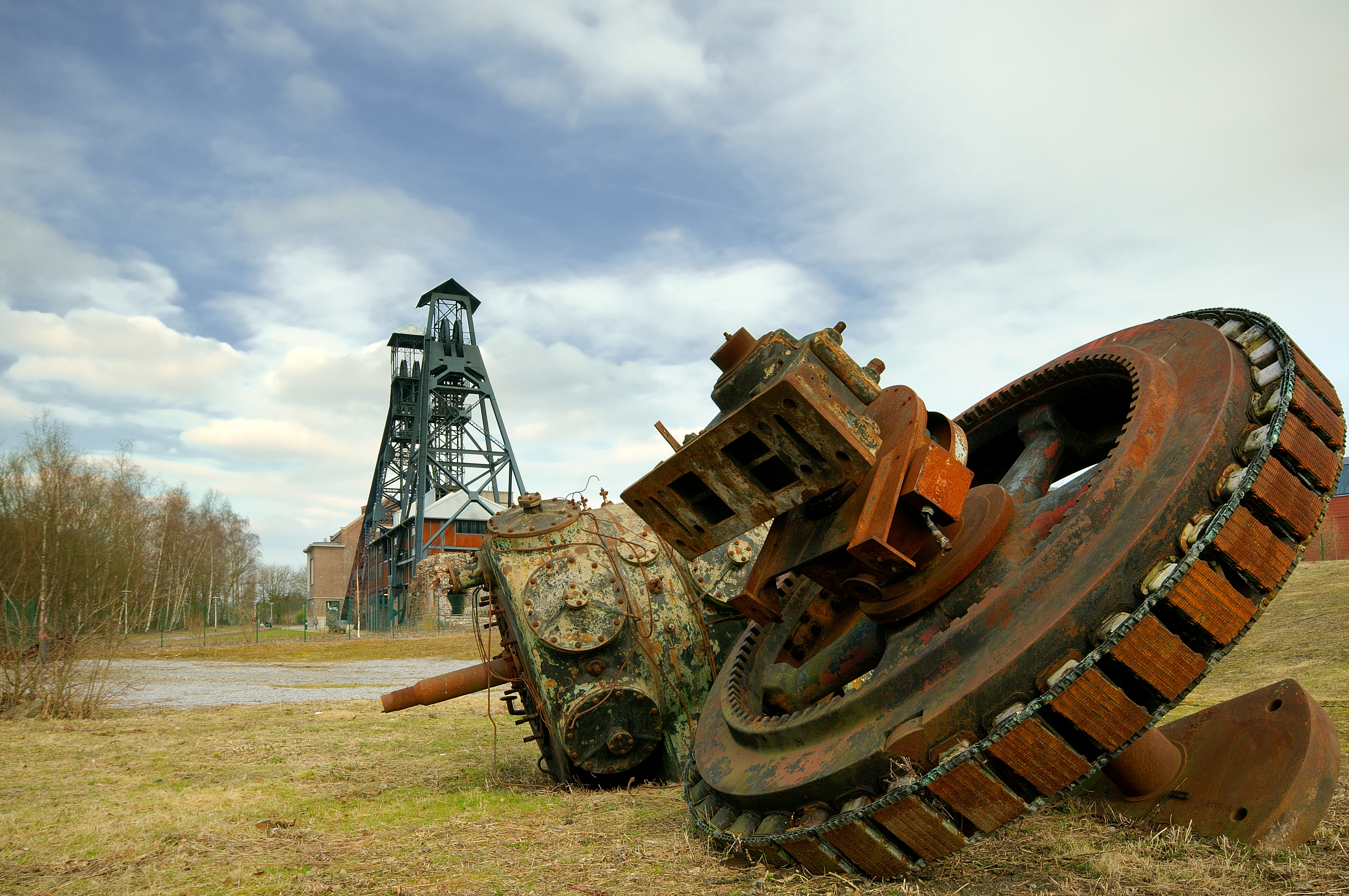
Rozdělení obrazu na tři plány - stroj, věž a pozadí. Bývalý uhelný důl Bois du Cazier v belgickém Marcinelle

Kompozice fotografie krajiny vychází z malířství a rozděluje snímek do tří plánů. V prvním plánu se nachází zajímavé nebo výrazné popředí, detail nebo prvek, který zajímavě otevírá pohled do krajiny. První plán navozuje hloubku prostoru.
Do druhého plánu fotograf umísťuje hlavní prvky snímku. Jedná se o nejobsažnější část snímku. Fotograf může využít vzdušnou nebo barevnou perspektivu, zobrazení perspektivy pomocí sbíhajících se linií, zobrazení diagonály, rozdílné velikosti různě vzdálených objektů nebo křivky "S" tekoucí vody nebo silnice.
Snímek uzavírá třetí plán vzdálenějším obzorem (hory, lesy). Nejméně je působivé umístění horizontu uprostřed snímku. Posunutím horizontu na horní okraj snímku (vysoký horizont) potlačíme vzdálenější objekty a zvýrazníme blízké objekty a popředí. Umístění horizontu v dolní části snímku (nízký horizont) zdůrazňuje prostor a dálky. Přítomnost a charakter mraků musí odpovídat a dokreslovat náladu snímku.

### Vyjádření prostoru

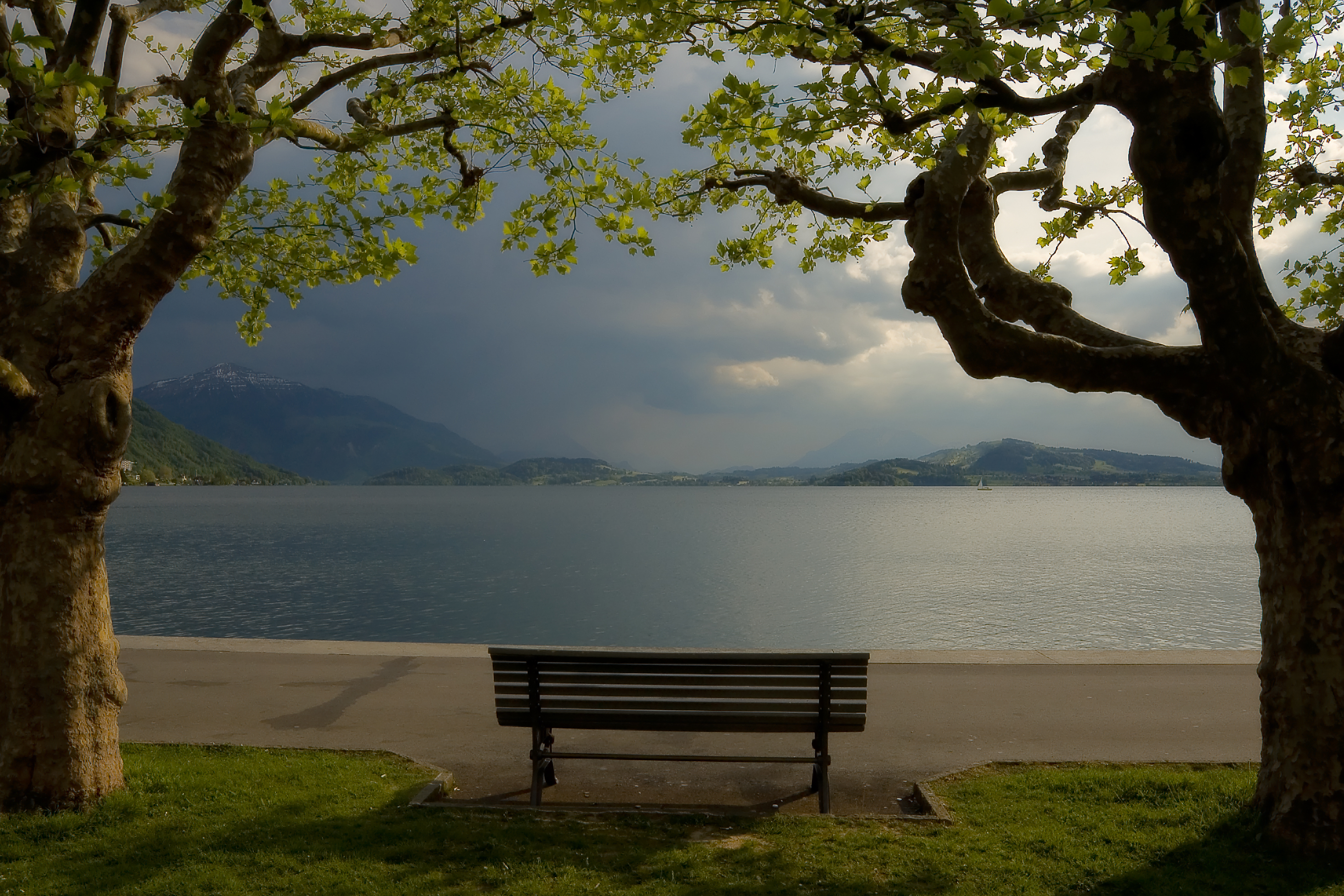
Uzavření prostoru z obou stran

Základním principem je volba formátu obrazu na výšku nebo na šířku pro zdůraznění výšky nebo naopak šířky. Linie, které jsou rovnoběžné s rámem obrazu působí plošně, linie šikmé k rámu působí prostorově.
- Uzavřený prostor je kompozičně z obou stran uzavřený snímek. Například vysokými stromy.
- Otevřený prostor je kompozičně neuzavřený snímek, kde horizont ubíhá do stran, takzvaně „pokračuje mimo snímek“. Obraz může být na jedné straně uzavřený například stromem nebo vysokou budovou. Podobně působí, když je tonalita snímku na jedné straně světlejší.

- Diagonála působí dynamicky jako zpomalení (stoupání) nebo zrychlení (klesání). Zvýrazní prostorovost snímku, případně neukončení - pokračování děje. Používá se takzvaná diagonální metoda.
- Horizont působí na snímku uklidňujícím dojmem.
- Průnik linií zaujme divákovu pozornost.
- Rytmus - pravidelný rytmus působí nudně. Při zajímavém přerušení diváka zaujme.
- Rámování obrazu přidává hloubku a soustředí divákovu pozornost na vybraný objekt.

### Pohled shora dolů
Nadhled, pohled shora dolů nebo ptačí pohled je pohled na objekt shora, tak jako kdyby byl pozorovatel ptákem.

### Pohled zdola nahoru

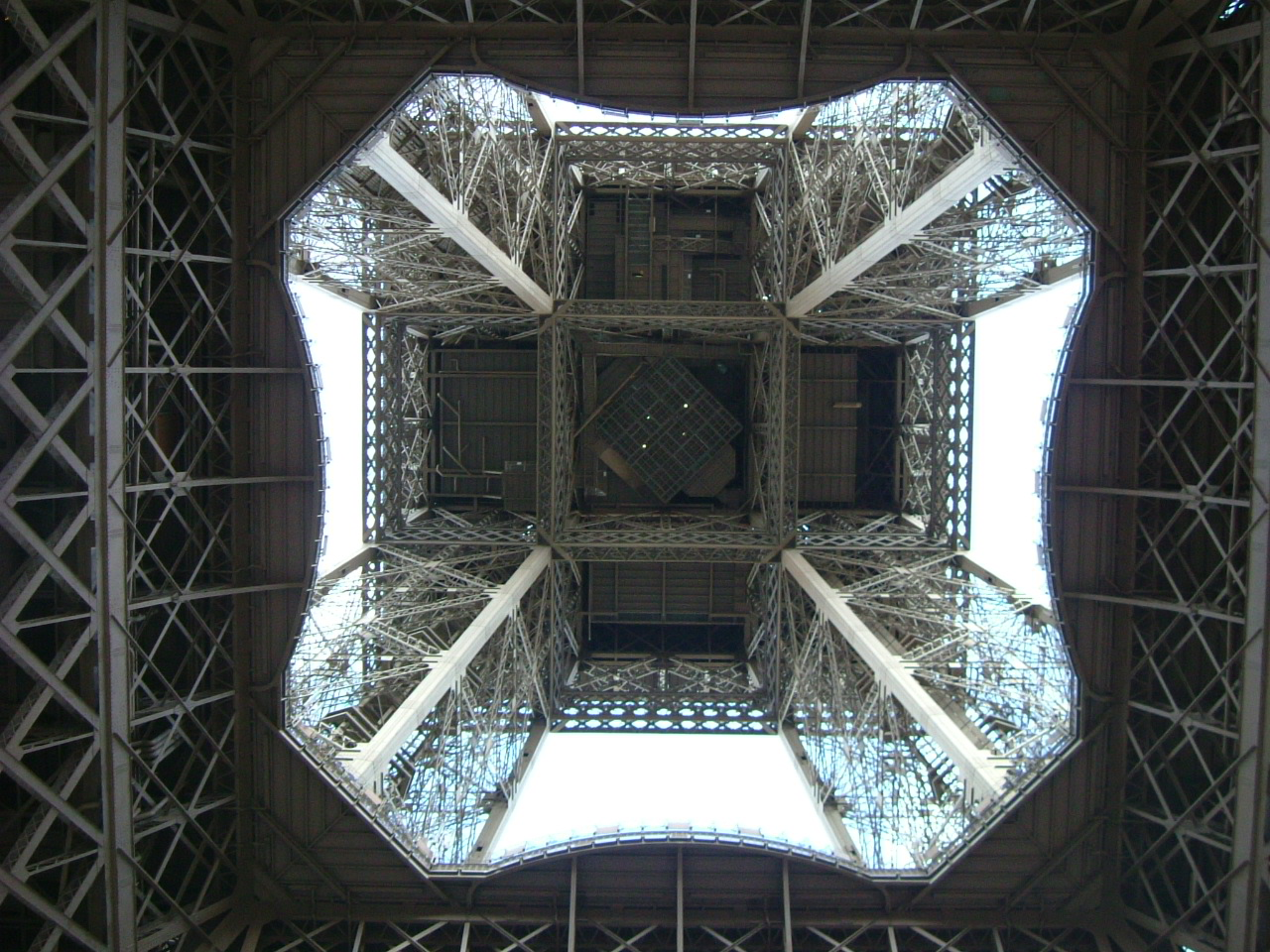
Podhled na Eiffelovu věž

Podhled, pohled zdola nahoru, žabí perspektiva nebo žabí pohled je pohled na objekt zdola, tak jako kdyby byl pozorovatel žábou.
Při fotografování z žabí perspektivy vznikne pohled známý také jako nízký úhel záběru. Vznikne snímáním velmi hluboko pod běžnou úrovní očí se vzestupnou optickou osou objektivu. Poskytuje divákovi neobvyklý, ale přesto snadno pochopitelný zorný úhel. Použití tohoto pohledu by mělo být užíváno vždy s přihlédnutím k vhodnému vizuálnímu a dramatickému efektu. V souvislosti s žabím pohledem jsou velmi často spojeny problémy s kontrastním osvětlením scény.
Nadhled i podhled je významný pro fotografii v období 1918 - 1945 v Evropě nazvanou jako avantgardní, moderní fotografie nebo jen modernismus. Samozřejmě kromě dalších stylů jako je perspektiva žabí (podhled), diagonální kompozice, odvážné výřezy, objevování krásy zdánlivě neestetických a průmyslových motivů, oslava moderního života, moderní architektury a moderních výrobků. Z fotografů používali nadhled i podhled například Alexandr Rodčenko, Karl Blossfeldt, László Moholy-Nagy nebo André Kertész.

### Výřez
Kromě změny polohy fotografa s fotoaparátem během reportážního fotografování je možné provádět výřezy.

Autor: Rondal Partridge
Rondal Partridge
Rondal Partridge
Také Dorothea Langeová používala výřezy

## Ostatní techniky
| „             | Kompozice, to je takovej vořech. Kdybyste přečetli všechny knížky, které o tom jsou, tak se jich, když se tak trochu koukáte, nemůžete moc držet. To je jenom předpis. Vy musíte vycítit tu svoji kompozici! Postupně. Ono to nejde najednou. Ovšem ty základní prvky, ty tam vždycky trochu musí bejt! Určitě jo. | “ |
| — Josef Sudek | |   |

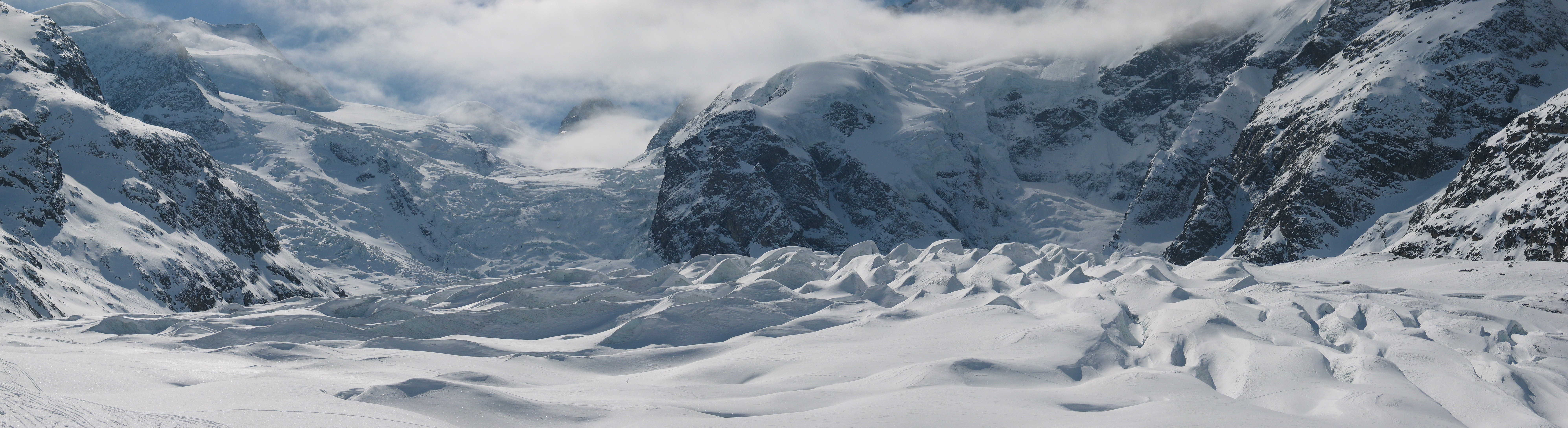
Panorama ledovce Morteratsch v masivu Bernina ve švýcarských Alpách (autor: dschwen)

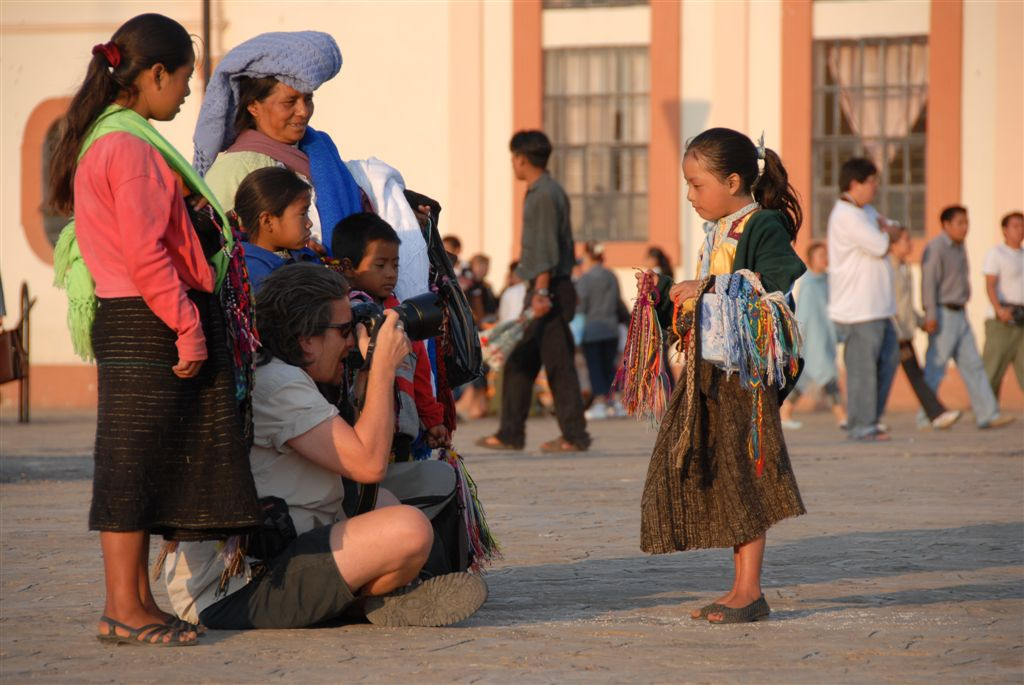
Při fotografování dětí je dobré snímat ve výšce jejich očí, fotograf Victor Diaz Lamich

- Subjekt by neměl být otočen tváří ven z obrazu.
- Pohybující se objekt by měl mít prostor vpředu ve směru pohybu.
- Je třeba se vyhnout přesnému dělení obrazu na poloviny.
- Linie obzoru by neměla dělit obraz na dvě stejné části, ale být umístěna buď více do nebe nebo k zemi. Je-li zobrazeno více oblohy s nízkým horizontem, je kladen důraz na mraky a náladovost. Naopak vysoký horizont se používá pro zobrazení zajímavé části krajiny pod horizontem, a k vyloučení nefotogenické oblohy (například bez mraků).
- Plastičnost zasněžené krajiny vynikne při fotografování proti slunci.
- Při fotografování dětí je dobré snímat ve výšce jejich očí.
- Při nezajímavé velké ploše je vhodné doplnit prostor nějakým předmětem. Například zabírá-li na snímku velký prostor nezajímavá obloha, využijeme větev apod.

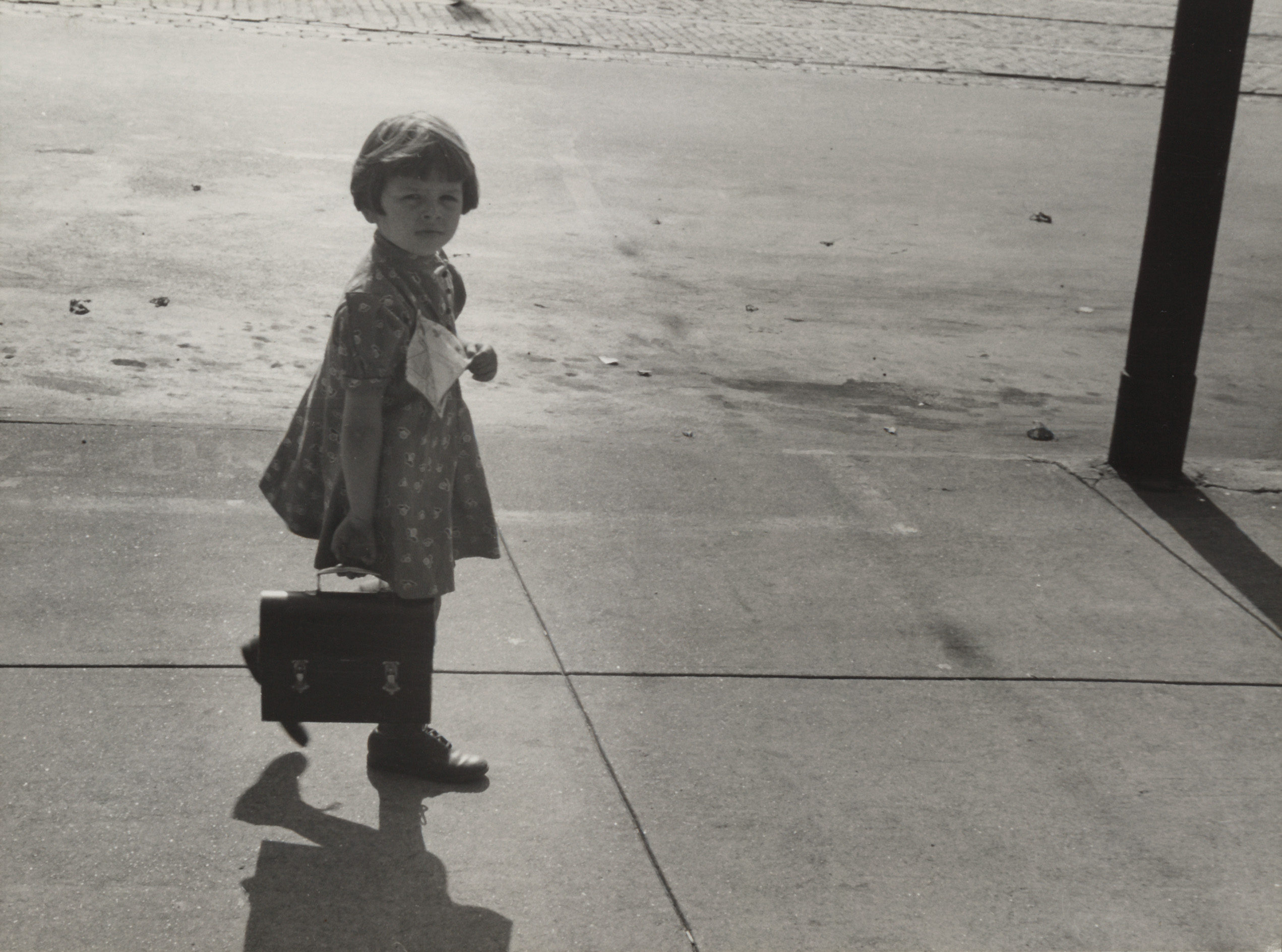
Pohybující se objekt by měl mít prostor vpředu ve směru pohybu, (foto: John Vachon)
Irving Rusinow: Fotografie dětí s důrazem na pohled očí, výraz v obličeji a ruce
Irving Rusinow: Fotografie skupinky dětí
Dorothea Langeová: Fotografie dětí s důrazem na oblečení, výraz a ruce
Dorothea Langeová: Fotografie malého chlapce z nízké výšky a důrazem na pohled očí
Při nezajímavé velké ploše (obloha) je vhodné doplnit prostor nějakým předmětem, autor: Doug Wilson